# Miguel Paredes García
Miguel Paredes García fou un polític valencià, alcalde de València durant la restauració borbònica. Formava part d'una família benestant, i es va doctorar en química. Era germà de l'escultor Francisco Paredes García. Tanmateix es va dedicar a la política.
Pertanyia al Partit Liberal Fusionista i va ser nomenat alcalde tres cops. El primer, entre gener i febrer de 1907, fou nomenat per Reial Decret pel governador civil enmig de les protestes contra els arbitris municipals que provocaren una vaga de carnissers a la que s'hi sumaren els forners, i amb la dura oposició dels regidors blasquistes; per aquest motiu quan Antoni Maura i Montaner va tornar al poder va dimitir. Fou nomenat novament alcalde entre octubre i desembre de 1909, i només li va donar temps per presidir els homenatges que l'Exposició Regional va fer a Teodor Llorente Olivares, Juan Navarro Reverter i Amalio Gimeno y Cabañas. Tornaria a ser alcalde entre gener i febrer de 1916, però dimitir a causa d'una vaga de forners. El 24 de novembre de 1918 seria president de la Diputació de València, i juntament amb l'alcalde Faustí Valentín i Torrejón va reivindicar a l'Ateneu Mercantil de València una Assemblea Regionalista, que va comptar amb cert suport del dirigent blasquista Fèlix Azzati i Descalci. El 24 de novembre de 1935 fou nomenat delegat del govern i president de la Confederació Hidrogràfica del Xúquer en representació de la Séquia Reial del Xúquer, però fou destituït arran de la victòria del Front Popular a les eleccions generals espanyoles de 1936, i en fou nomenat Renán Azzati Cutanda.